# Cerro Colorado, Cardonal
Cerro Colorado är en ort i Mexiko.   Den ligger i kommunen Cardonal och delstaten Hidalgo, i den sydöstra delen av landet, 130 km norr om huvudstaden Mexico City. Cerro Colorado ligger 1 947 meter över havet och antalet invånare är 392.
Terrängen runt Cerro Colorado är huvudsakligen kuperad, men åt sydväst är den platt. Runt Cerro Colorado är det ganska tätbefolkat, med 60 invånare per kvadratkilometer. Närmaste större samhälle är Ixmiquilpan, 16,6 km sydväst om Cerro Colorado. Trakten runt Cerro Colorado består i huvudsak av gräsmarker.